# Zigismunds Sirmais
Zigismunds Sirmais (Riga, 6 maggio 1992) è un giavellottista lettone.

## Palmarès
| Anno | Manifestazione    | Sede           | Evento                 | Risultato      | Prestazione | Note                                     |
| ---- | ----------------- | -------------- | ---------------------- | -------------- | ----------- | ---------------------------------------- |
| 2010 | Mondiali juniores | Moncton        | Lancio del giavellotto | 7º             | 73,38 m     |                                          |
| 2011 | Europei juniores  | Tallinn        | Lancio del giavellotto | Oro            | 81,53 m     | Record dei campionati                    |
| 2011 | Mondiali          | Taegu          | Lancio del giavellotto | 32º (q)        | 73,16 m     |                                          |
| 2012 | Europei           | Helsinki       | Lancio del giavellotto | 23º            | 72,42 m     |                                          |
| 2012 | Giochi olimpici   | Londra         | Lancio del giavellotto | Qualificazione | nm          |                                          |
| 2013 | Europei under 23  | Tampere        | Lancio del giavellotto | Oro            | 82,77 m     | Miglior prestazione personale stagionale |
| 2015 | Universiadi       | Gwangju        | Lancio del giavellotto | Bronzo         | 79,37 m     | Miglior prestazione personale stagionale |
| 2016 | Europei           | Amsterdam      | Lancio del giavellotto | Oro            | 86,66 m     | Miglior prestazione personale            |
| 2016 | Giochi olimpici   | Rio de Janeiro | Lancio del giavellotto | 14º (q)        | 80,65 m     |                                          |